# Steven Hilliard Stern
Pour les articles homonymes, voir Stern.
Steven Hilliard Stern est un réalisateur, producteur et scénariste canadien, né le 1er novembre 1937 à Timmins (Canada) et mort le 27 juin 2018.

## Filmographie

### Comme réalisateur
- 1968 : Hawaï police d'État (Hawaii Five-O) (série télévisée)
- 1971 : B.S. I Love You (en)
- 1972 : Lo B'Yom V'Lo B'Layla
- 1974 : Harrad Summer
- 1975 : I Wonder Who's Killing Her Now?
- 1976 : Serpico (série télévisée)
- 1977 : Dog and Cat (en) (série télévisée)
- 1977 : L'Âge de cristal (Logan's Run) (série télévisée)
- 1977 : Escape from Bogen County (TV)
- 1978 : Le Fantôme du vol 401 (The Ghost of Flight 401) (TV)
- 1978 : Doctors' Private Lives (TV)
- 1978 : Getting Married (TV)
- 1979 : Fast Friends (TV)
- 1979 : Anatomy of a Seduction (TV)
- 1979 : Le Vainqueur (Running)
- 1979 : Young Love, First Love (TV)
- 1980 : Rendez-vous nocturnes (Portrait of an Escort) (TV)
- 1981 : Miracle on Ice (TV)
- 1981 : Max et le Diable (The Devil and Max Devlin)
- 1981 : A Small Killing (TV)
- 1982 : The Ambush Murders (TV)
- 1982 : Portrait of a Showgirl (TV)
- 1982 : Une affaire d'enfer (Not Just Another Affair) (TV)
- 1982 : Forbidden Love (TV)
- 1982 : Les Monstres du labyrinthe (Mazes and Monsters) (TV)
- 1983 : Baby Sister (TV)
- 1983 : Still the Beaver (TV)
- 1983 : La Vie secrète d'une étudiante (An Uncommon Love) (TV)
- 1984 : Miss muscles (Getting Physical) (TV)
- 1984 : Le Duel des héros (Draw!) (TV)
- 1984 : Obsessive Love (TV)
- 1985 : The Undergrads (TV)
- 1985 : Meurtre dans l'espace (en) (Murder in Space) (TV)
- 1985 : Hostage Flight (TV)
- 1986 : Piégé par le fisc (Many Happy Returns) (TV)
- 1986 : The Park Is Mine (TV)
- 1986 : Young Again (TV)
- 1987 : Not Quite Human (TV)
- 1987 : Rolling Vengeance
- 1988 : Défi dans la nuit (Man Against the Mob) (TV)
- 1988 : Weekend War (en) (TV)
- 1988 : Crossing the Mob (TV)
- 1989 : Final Notice (téléfilm)
- 1990 : Affaires personnelles (Personals) (TV)
- 1991 : Money
- 1991 : Love & Murder
- 1992 : The Women of Windsor (TV)
- 1993 : Morning Glory
- 1994 : To Save the Children (TV)
- 1995 : Black Fox (en) (TV)
- 1995 : Black Fox : The Price of Peace (en) (TV)
- 1995 : Le Silence de l'adultère (The Silence of Adultery) (TV)
- 1995 : Black Fox: Good Men and Bad (TV)
- 1997 : Breaking the Surface: The Greg Louganis Story (TV)
- 1998 : City Dump: The Story of the 1951 CCNY Basketball Scandal (TV)
- 1999 : Dream Team (série télévisée)
- 2002 : 03 from Gold (TV)

### Comme scénariste
- 1968 : Petula (TV)
- 1971 : B.S. I Love You (en)
- 1972 : Lo B'Yom V'Lo B'Layla
- 1979 : Le Vainqueur (Running)
- 1986 : An Amazin' Era (vidéo)
- 1990 : 100 Years: A Visual History of the Dodgers (vidéo)
- 1991 : When It Was a Game (TV)
- 1991 : Love & Murder
- 1992 : When It Was a Game 2 (TV)
- 1998 : Babe Ruth (TV)
- 1999 : Fists of Freedom: The Story of the '68 Summer Games
- 2000 : When It Was a Game 3 (TV)
- 2001 : Pistol Pete: The Life and Times of Pete Maravich (TV)
- 2001 : The Bear: The Legend of Coach Paul Bryant (TV)
- 2003 : The Curse of the Bambino (TV)
- 2004 : Hitler's Pawn: The Margaret Lambert Story (TV)

### Comme producteur
- 1985 : Musical Salute to the All Stars (TV)
- 1985 : Greats of the Game (série télévisée)
- 1985 : The Undergrads (TV)
- 1987 : Biography (série télévisée)
- 1987 : Not Quite Human (TV)
- 1987 : Rolling Vengeance
- 1990 : Affaires personnelles (Personals) (TV)
- 1991 : When It Was a Game (TV)
- 1991 : Love & Murder
- 1992 : When It Was a Game 2 (TV)
- 1992 : The Women of Windsor (TV)
- 1998 : Babe Ruth (TV)
- 1999 : Fists of Freedom: The Story of the '68 Summer Games
- 2000 : When It Was a Game 3 (TV)
- 2001 : Shot Heard 'Round the World (TV)
- 2004 : Hitler's Pawn: The Margaret Lambert Story (TV)

### Comme acteur
- 1988 : The Beat : Teacher breaking up fight in hallway